# その日を摘め

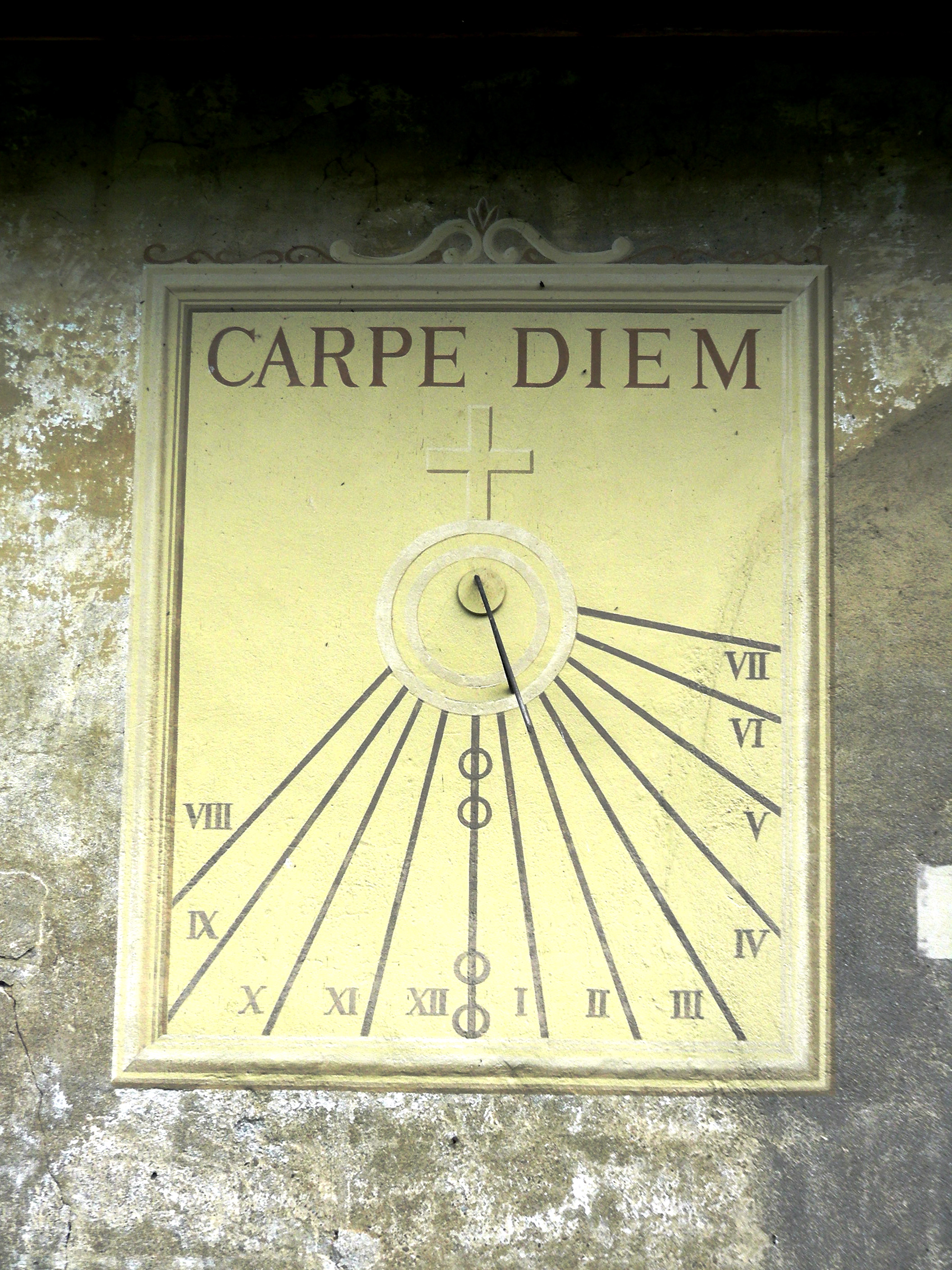
carpe diem （その日を摘め）と書かれた日時計

その日を摘め（そのひをつめ、ラテン語: Carpe diem、カルペ・ディエム）は、紀元前1世紀の古代ローマの詩人ホラティウスの詩に登場する語句。「一日の花を摘め」、「一日を摘め」などとも訳される。また英語では「seize the day」（その日をつかめ/この日をつかめ）とも訳される。ホラティウスは「今日という日の花を摘め」というこの部分で、「今この瞬間を楽しめ」「今という時を大切に使え」と言おうとしている。
「Carpe」は、「（花などを）摘む」を意味する「carpo」の命令形であり、「Diem」は「日」を意味する「dies」の対格で目的語となる。

## ホラティウスの詩
ホラティウスが愛や政治や友情、日常生活、哲学的疑問などを歌った104の詩歌が収められた『歌集』（Carmina）の、第1巻第11歌にこの語句が現われる。「その日を摘め（Carpe diem）」はより長い句の一部分であり、句の全体は「Carpe diem quam minimum credula postero」、つまり「明日のことはできるだけ信用せず、その日の花を摘め」である。詩全体では、神々がどのような死を我々にいつ与えるかは知ることは出来ず、知ろうと苦しむよりも、どのような死でも受け容れるほうがよりよいこと、短い人生の中の未来に希望を求めるよりもその日その日を有効に使い楽しむほうが賢明であること、が歌われている。この詩の意図はエピクロス主義にあり、通常考えられているような快楽主義にあるわけではない。
一方、旧約聖書および新約聖書には「われわれは食べて飲もう、明日は死ぬのだから」といった語句も現われる。一般には両者とも、「人生は短く、時間はつかの間であるから、今ある機会をできるだけ掴むことだ」、というような実存的な警告として使われている。

## 関連する語句

### 聖書

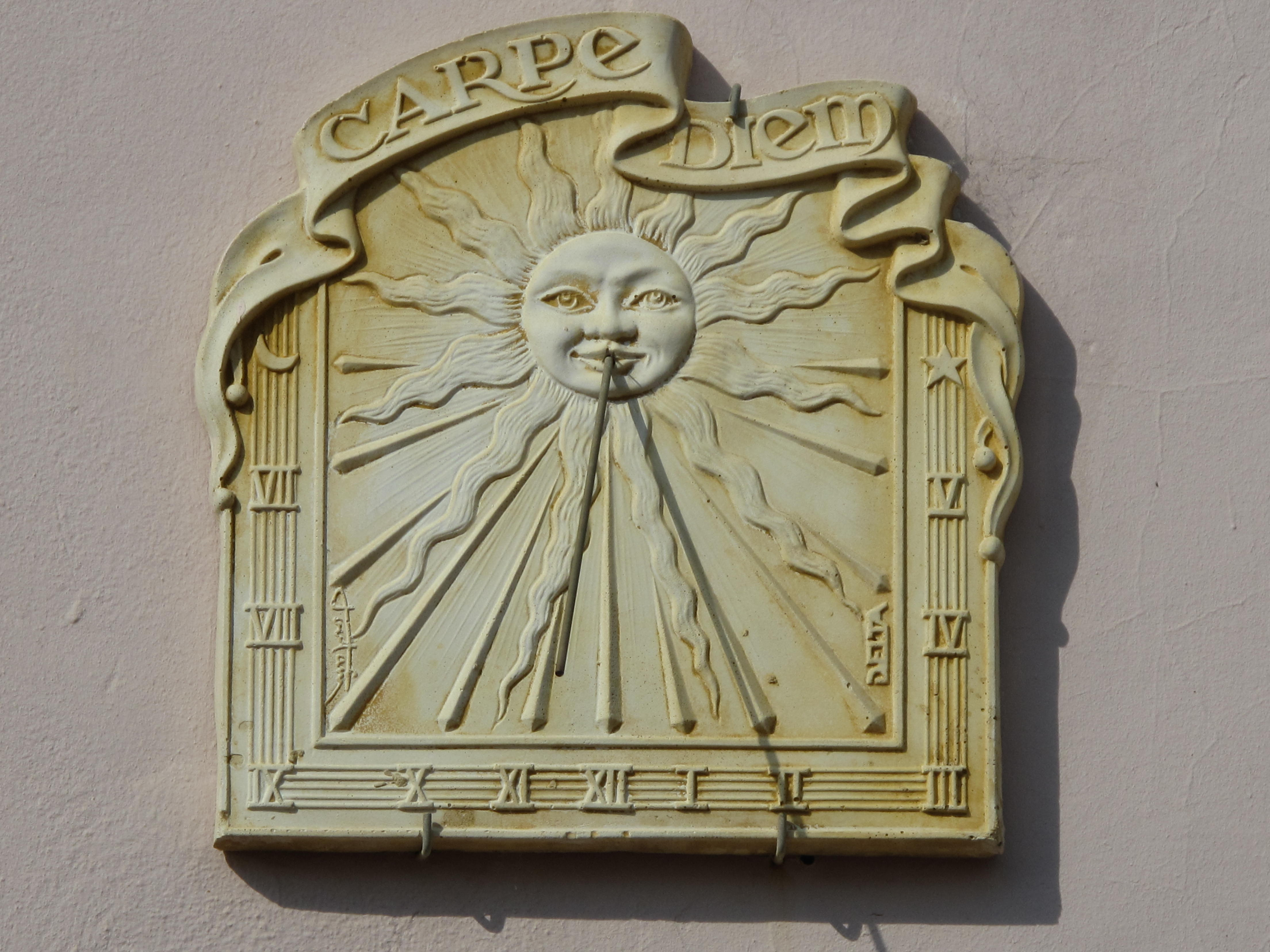
carpe diem （その日を摘め）と書かれた日時計

聖書では、「飲みかつ食べよう、明日には死ぬのだから」という語句が、旧約聖書の『イザヤ書』22章13節および新約聖書の『コリント人への第一の手紙』15章32節に登場している。ただしどちらも否定的な文脈の中にある。前者は、信仰なき者の生活の描写である。後者では、もしキリストの復活がなければ死者の復活もなく、死者の復活もないのであれば人は死んでしまう前に欲に任せた生活をして悪事におぼれるだろう、という仮定を語っている。
旧約聖書の『コヘレトの言葉』（『伝道の書』）の9章にも同様の語句がある。人の生死は神のみが知り、人間は知ることができず、善人にも悪人にも同じ一つのことが起こること。人間の生が悪に満ち、後は死ぬだけ、ということが、太陽の下に起こる物事の中でも最悪のものであること。死ぬと何もかもが消えうせてしまうので、短く空しい人生を生きている間に労苦し、そのかわりに与えられるパンを食べ酒を飲み人生を楽しみ、熱心に物事を行うべきであること、などが語られる。

### ユダヤ教
ミシュナーの時代のラビ達の倫理的な教えを集めた「Pirkei Avot」（父祖の教訓）1章14節には、「もし今でなければ、いつ?」という語句が現われている。

### ラテン語成句

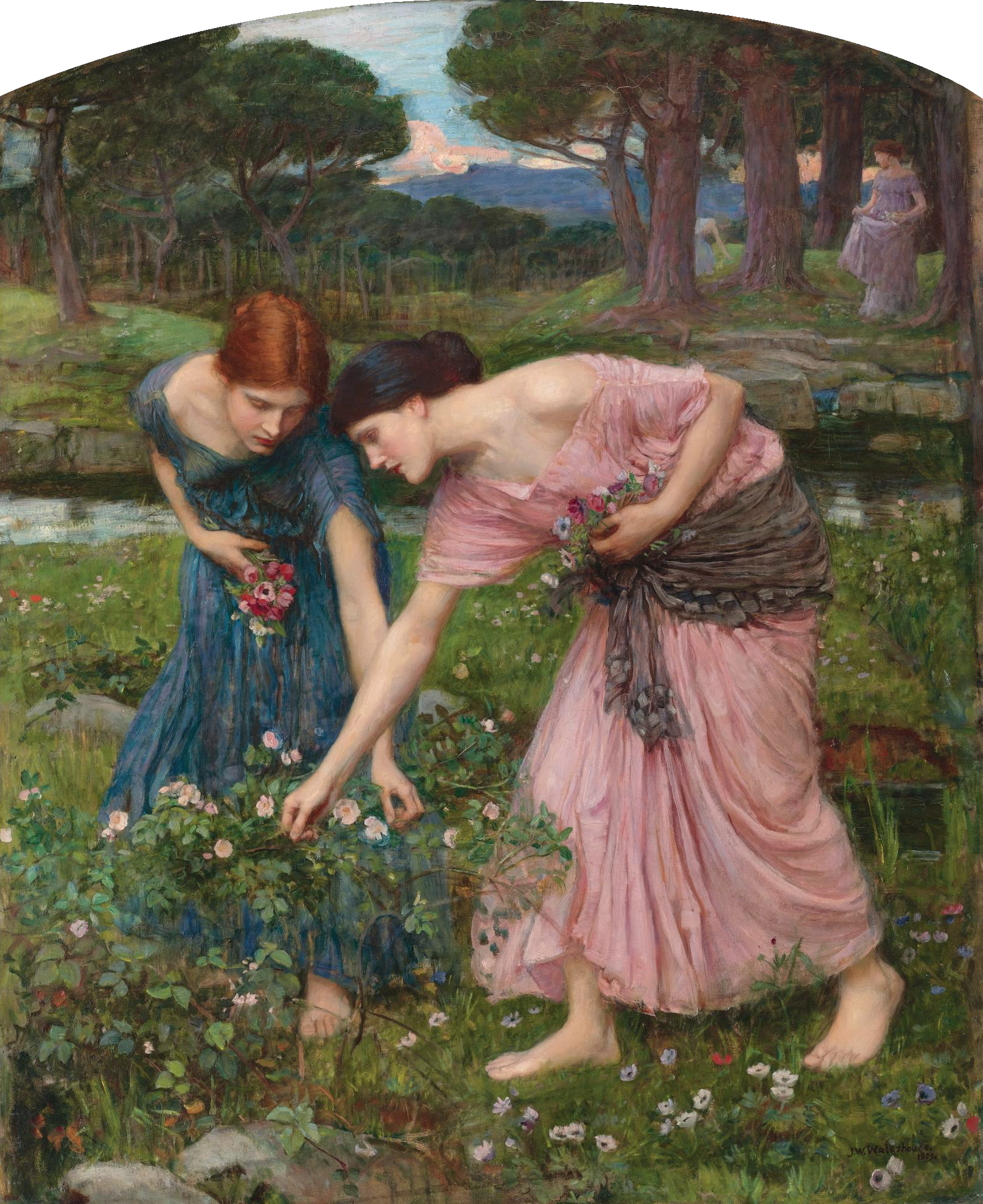
ジョン・ウィリアム・ウォーターハウスの1909年の絵画、「摘めるうちにバラの蕾を摘みなさい」（Gather Ye Rosebuds While Ye May）

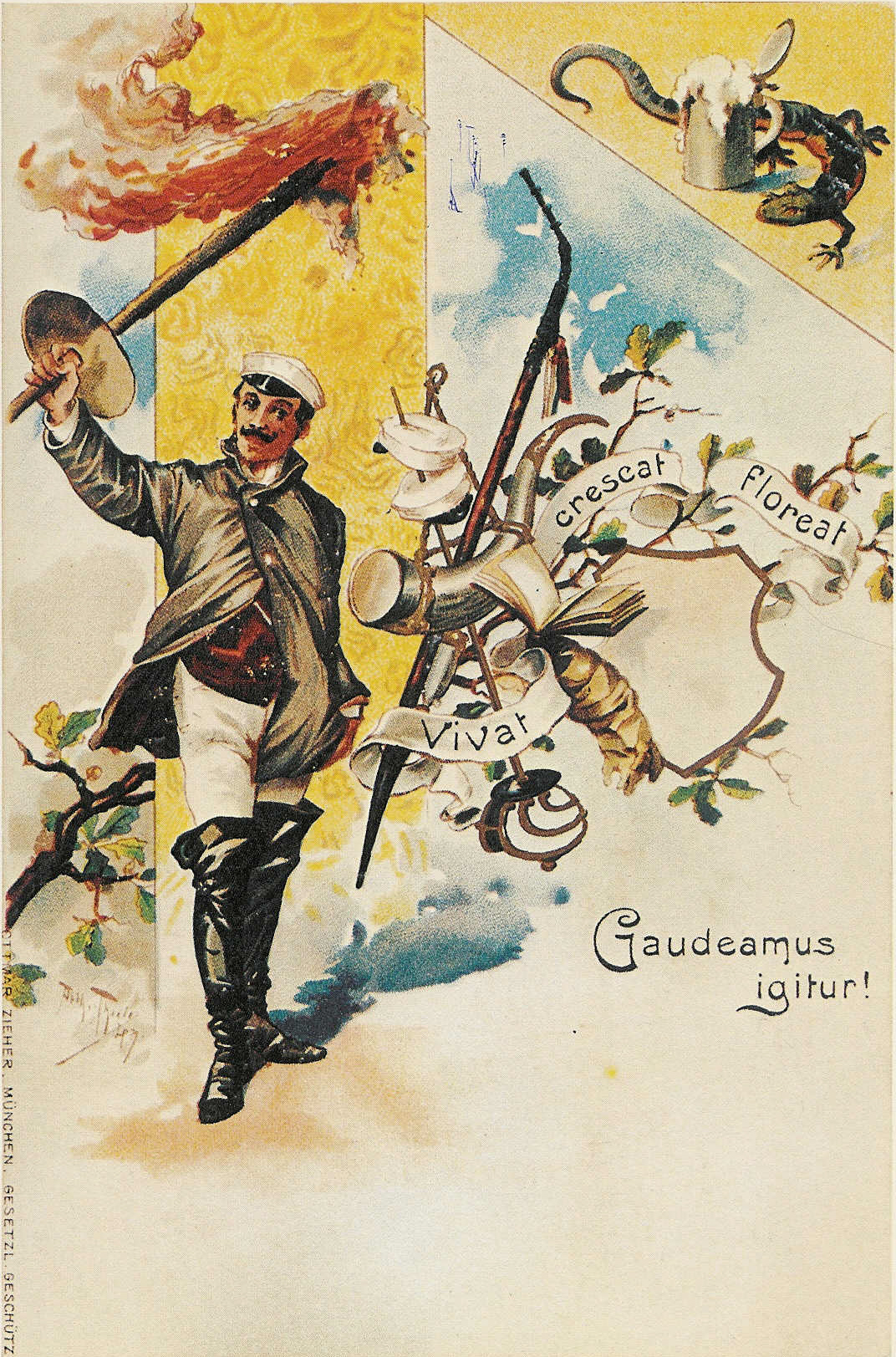
1898年のドイツの絵葉書。学生生活が描かれ、『ガウデアムス・イジトゥル』（Gaudeamus igitur）と書かれている

「Collige, virgo, rosas」（集めよ、乙女よ、バラの花を）という語句は、アウソニウスまたはウェルギリウスに帰せられている詩『De rosis nascentibus』（Idyllium de rosis とも）の最後に現われる。これは若者に対し、手遅れになる前に人生を楽しむよう促す詩である。同様の内容は、17世紀のイギリスのバロック詩人ロバート・ヘリックの『乙女らへ、時を大切にせよ』（『時を惜しめと、乙女たちに告ぐ』、To the Virgins, to Make Much of Time）に登場する有名な句、「摘めるうちにバラの蕾を摘みなさい」（Gather Ye Rosebuds While Ye May）にも、あるいは日本の大正時代の流行歌『ゴンドラの唄』の一節「命短し恋せよ乙女」という詩句にも共通する。
関連するが異なった表現に、「メメント・モリ」（「死を想え」、memento mori）がある。「その日を摘め」も「メメント・モリ」も同じような意味合いで使われることもあるが、メメント・モリという概念にある2つの側面、すなわち「謙遜」と「悔い改め」は「その日を摘め」には見られないものである。2つの語句は相反する世界観を表しているともいえる。「その日を摘め」が後事を考えない、後悔のない人生を送ることを勧めているとすれば、「メメント・モリ」は質素で謙遜した、柔和な存在であることを勧めている。
詩に多く見られるテーマである「ubi sunt」（彼らは今どこにいるのか? /彼らはどこに行ったのか?）は、人生のはかなさを訴え、死について熟考するものであるが、「その日を摘め」とは異なり、行動に出ることの勧告ではない。
ヨーロッパの学生歌『ガウデアムス・イジトゥル』（Gaudeamus igitur, 「さあ喜ぼう」、あるいは『人生の短さについて』 De Brevitate Vitae とも）は、いつかは誰もが死んでしまうこと、そして学生生活を楽しむことについての歌である。中世ラテン語で書かれたこの詩の原型は1287年に遡り、ヨーロッパ各地で祝祭などの際に学生らにより歌われてきた。
ホラティウスは『街のねずみと田舎のねずみ』と題する詩で、「その日を摘め」の句を自らパロディにしている。その詩の中には「その道をつかめ」（carpe viam）という語句が現われ、街に住む者と田舎に住む者の人生に対する異なった態度を比較している。

## バロックへの影響
「その日を摘め」は「メメント・モリ」などと並び、バロックの精神の鍵となる言葉である。
三十年戦争の過酷な経験の中で、17世紀には「ヴァニタス」（空しい、全ては空しい）や「メメント・モリ」（死を想え）など、人生は儚い一過性のものだとする強い感情が形成されていった。全ての活動の無益さを強く感じた人々は、これに対して、永遠について考えるよりもこの時この場所を有効に使うべきだとして快楽を許容する感情へと傾いていった。バロック時代の芸術、例えばバロック文学、バロック美術、バロック音楽、バロック建築などに見られる陽気さ、好色さ、遊戯性、流動性などは、この中心となる感情に基づく。上述したイギリスの詩人ロバート・ヘリックの『乙女らへ、時を大切にせよ』（To the Virgins, to Make Much of Time）には「その日を摘め」に共通した語句が歌われ、ドイツの詩人マルティン・オーピッツの1624年の詩には、『その日を摘め』（Carpe diem）と題したものがある。

## その他の影響
1970年代半ばのフランスで Carpe Diem というロック・バンドが活動していた。ジャズやミニマル音楽を導入したプログレッシヴ・ロックを演奏する作品（アルバム）2作 "En regardant passer le temps" と "Cueille le temps" を発表し、1970年代のフランスを代表的するバンドの１つとして強い支持を得ている。

## その日を摘め（カルペ・ディエム）を題材とした作品

### 映画
- 『いまを生きる』（1989年、ピーター・ウィアー監督、ロビン・ウィリアムズ主演）

そのほかはカルペ・ディエムを参照。